# Mussismilia hispida
Mussismilia hispida är en korallart som först beskrevs av Addison Emery Verrill 1901.  Mussismilia hispida ingår i släktet Mussismilia och familjen Mussidae. IUCN kategoriserar arten globalt som otillräckligt studerad. Inga underarter finns listade i Catalogue of Life.